# Monumento a la guerra civil del condado de Kent
El Monumento a la guerra civil del condado de Kent es un hito histórico en la ciudad de Grand Rapids, en el estado de Míchigan (Estados Unidos). El monumento se encuentra en un pequeño parque triangular del centro, delimitado por Division Avenue y Monroe Avenue. Fue incluido en el Registro Nacional de Lugares Históricos en 2004. 

## Historia
Se hicieron planes para el monumento y se inició la recaudación de fondos antes del final de la Guerra de Secesión. Sin embargo, el esfuerzo languideció hasta 1884, cuando la próxima Decimoséptima Reunión Anual de la Sociedad del Ejército de Cumberland generó un interés renovado. Se recaudaron más fondos y se contrató a Detroit Bronze Company, una subsidiaria de Monumental Bronze Company de Bridgeport, para crear la estatua. El monumento fue dedicado el 17 de septiembre de 1885, durante la Reunión. A la inauguración asistieron el gobernador Russell A. Alger y el general Philip H. Sheridan, entre otros. El monumento fue restaurado en 2003 y nuevamente en 2014.

## Descripción
El monumento mide 10,6 m de altura, que se encuentra en el centro de una cuenca de dieciséis pies de diámetro. El monumento en sí tiene una base de siete pies de altura, tres secciones superiores cuadradas arriba, con un soldado de la Unión descansando en desfile en la parte superior. El monumento contiene detalles sustanciales, incluidas águilas, banderas y dispositivos y equipos militares, así como los nombres y fechas de varias batallas de la Guerra Civil. Los detalles también incluyen retratos de Abraham Lincoln, Ulysses S. Grant, James A. Garfield y el almirante David Farragut; un panel en bajorrelieve titulado "Misión de misericordia de la mujer", que muestra a una mujer ayudando a un soldado herido; citas de Lincoln, Grant, Garfield y Andrew Jackson; y placas con el sello del estado de Míchigan y la insignia del Gran Ejército de la República. Como era típico de muchos de estos monumentos, el memorial fue fundido en zinc.